# Microserica crenatostriata
Microserica crenatostriata är en skalbaggsart som beskrevs av Ahrens 2004. Microserica crenatostriata ingår i släktet Microserica och familjen Melolonthidae. Inga underarter finns listade i Catalogue of Life.